# Copa Libertadores (U-20) 2012
Die Copa Libertadores (U-20) 2012, (span.: Copa Libertadores Sub-20 de 2012), war die zweite Austragung des internationalen Fußballwettbewerbs für U20-Mannschaften südamerikanischer Vereine. Der Wettbewerb wurde vom südamerikanischen Fußballverband CONMEBOL organisiert.

## Teilnehmende Mannschaften
Die folgenden Mannschaften nahmen an der Copa Libertadores Sub-20 2012 teil:
| Land        | Verein                    | Qualifikationsgrund                         |
| ----------- | ------------------------- | ------------------------------------------- |
| Argentinien | Boca Juniors              | Copa Libertadores (U-20) 2011 Zweiter       |
| Argentinien | River Plate               | Einladung                                   |
| Bolivien    | Club Blooming             | Sub-20-Liga-Gewinner 2012                   |
| Brasilien   | Corinthians São Paulo     | Sub-18 Copa São Paulo Gewinner 2012         |
| Brasilien   | América Mineiro           | Sub-18 Campeonato Brasileiro Gewinner 2011  |
| Chile       | Unión Española            | Sub-19-Liga-Gewinner 2011                   |
| Kolumbien   | Atlético Junior           | Sub-20-Liga.Gewinner 2011                   |
| Ecuador     | Independiente José Terán  | Torneio Sub-18 „A“ Dritter 2011             |
| Spanien     | Atlético Madrid           | Einladung                                   |
| Mexiko      | Club América              | Torneo Clausura Sub-20 Gewinner 2012        |
| Paraguay    | Club Cerro Porteño        | Absoluto Gewinner 2011                      |
| Peru        | Universitario de Deportes | Titelverteidiger                            |
| Peru        | Sporting Cristal          | Copa Federación Sub-18 Zweiter 2011         |
| Peru        | Alianza Lima              | Torneo-de-Promoción-y-Reserva-Gewinner 2011 |
| Uruguay     | Defensor Sporting         | Anual-Sub-19-Gewinner 2011                  |
| Venezuela   | Real Esppor Club          | Serie-Nacional-Sub-20-Gewinner 2012         |

## Modus
In der Gruppenphase wurden die Mannschaften nach Punkten eingestuft (3 Punkte für einen Sieg, 1 Punkt für ein Unentschieden, 0 Punkte für eine Niederlage). Bei Punktgleichheit wurde folgende Reihenfolge angewendet:
1. Tordifferenz
2. Anzahl erzielter Tore
3. Direkter Vergleich
4. Anzahl Rote Karten
5. Anzahl Gelbe Karten
6. Auslosung

Die Sieger und die Zweitplatzierten aller Gruppen erreichten das Viertelfinale.

## Gruppenphase
Die Gruppenphase startete am 15. und endete am 23. Juni 2012.

### Gruppe A
| Pl. | Verein                    | Sp. | S | U | N | Tore    | Diff. | Punkte |
| --- | ------------------------- | --- | - | - | - | ------- | ----- | ------ |
| 1.  | Unión Española            | 3   | 2 | 1 | 0 | 008:400 | +4    | 07     |
| 2.  | Universitario de Deportes | 3   | 2 | 0 | 1 | 007:600 | +1    | 06     |
| 3.  | Club América              | 3   | 1 | 1 | 1 | 006:400 | +2    | 04     |
| 4.  | Deportivo La Guaira       | 3   | 0 | 0 | 3 | 001:800 | −7    | 0      |

1. Spieltag
| Datum |                           | Ergebnis  |                  | Austragungsort         |
| ----- | ------------------------- | --------- | ---------------- | ---------------------- |
| 15.6. | Unión Española            | 1:1 (1:0) | Club América     | Estadio Monumental "U" |
| 15.6. | Universitario de Deportes | 2:0 (1:0) | Real Esppor Club | Estadio Monumental "U" |

2. Spieltag
| Datum |                           | Ergebnis  |                | Austragungsort               |
| ----- | ------------------------- | --------- | -------------- | ---------------------------- |
| 17.6. | Universitario de Deportes | 2:4 (0:1) | Unión Española | Estadio Monumental "U"       |
| 18.6. | Real Esppor Club          | 0:3 (0:1) | Club América   | Estadio Alejandro Villanueva |

3. Spieltag
| Datum |                           | Ergebnis  |                | Austragungsort         |
| ----- | ------------------------- | --------- | -------------- | ---------------------- |
| 21.6. | Real Esppor Club          | 1:3 (0:3) | Unión Española | Estadio Monumental "U" |
| 21.6. | Universitario de Deportes | 3:2 (2:1) | Club América   | Estadio Monumental "U" |

### Gruppe B
| Pl. | Verein                   | Sp. | S | U | N | Tore    | Diff. | Punkte |
| --- | ------------------------ | --- | - | - | - | ------- | ----- | ------ |
| 1.  | Defensor Sporting        | 3   | 2 | 1 | 0 | 006:100 | +5    | 07     |
| 2.  | Alianza Lima             | 3   | 2 | 0 | 1 | 008:600 | +2    | 06     |
| 3.  | Independiente José Terán | 3   | 1 | 0 | 2 | 003:400 | −1    | 03     |
| 4.  | Club Blooming            | 3   | 0 | 1 | 2 | 001:700 | −6    | 01     |

1. Spieltag
| Datum |                          | Ergebnis  |                   | Austragungsort               |
| ----- | ------------------------ | --------- | ----------------- | ---------------------------- |
| 15.6. | Independiente José Terán | 0:1 (0:1) | Defensor Sporting | Estadio Monumental "U"       |
| 16.6. | Alianza Lima             | 5:0 (3:0) | Club Blooming     | Estadio Alejandro Villanueva |

2. Spieltag
| Datum |               | Ergebnis  |                          | Austragungsort               |
| ----- | ------------- | --------- | ------------------------ | ---------------------------- |
| 18.6. | Club Blooming | 0:0       | Defensor Sporting        | Estadio Alejandro Villanueva |
| 18.6. | Alianza Lima  | 2:1 (0:1) | Independiente José Terán | Estadio Alejandro Villanueva |

3. Spieltag
| Datum |               | Ergebnis  |                          | Austragungsort               |
| ----- | ------------- | --------- | ------------------------ | ---------------------------- |
| 22.6. | Club Blooming | 1:2 (0:1) | Independiente José Terán | Estadio Alejandro Villanueva |
| 22.6. | Alianza Lima  | 1:5 (0:3) | Defensor Sporting        | Estadio Alejandro Villanueva |

### Gruppe C
| Pl. | Verein             | Sp. | S | U | N | Tore    | Diff. | Punkte |
| --- | ------------------ | --- | - | - | - | ------- | ----- | ------ |
| 1.  | Club Cerro Porteño | 3   | 2 | 1 | 0 | 006:300 | +3    | 07     |
| 2.  | América Mineiro    | 3   | 2 | 1 | 0 | 006:400 | +2    | 07     |
| 3.  | Boca Juniors       | 3   | 1 | 0 | 2 | 006:500 | +1    | 03     |
| 4.  | Sporting Cristal   | 3   | 0 | 0 | 3 | 002:800 | −6    | 0      |

1. Spieltag
| Datum |                  | Ergebnis  |                    | Austragungsort               |
| ----- | ---------------- | --------- | ------------------ | ---------------------------- |
| 16.6. | Sporting Cristal | 1:3 (0:0) | Club Cerro Porteño | Estadio Alejandro Villanueva |
| 16.6. | Boca Juniors     | 2:3 (1:0) | América Mineiro    | Estadio Alejandro Villanueva |

2. Spieltag
| Datum |                 | Ergebnis  |                    | Austragungsort               |
| ----- | --------------- | --------- | ------------------ | ---------------------------- |
| 19.6. | América Mineiro | 1:1 (0:0) | Club Cerro Porteño | Estadio Alejandro Villanueva |
| 19.6. | Boca Juniors    | 3:0 (2:0) | Sporting Cristal   | Estadio Alejandro Villanueva |

3. Spieltag
| Datum |                 | Ergebnis  |                    | Austragungsort               |
| ----- | --------------- | --------- | ------------------ | ---------------------------- |
| 22.6. | Boca Juniors    | 1:2 (0:0) | Club Cerro Porteño | Estadio Alejandro Villanueva |
| 23.6. | América Mineiro | 2:1 (0:0) | Sporting Cristal   | Estadio Monumental "U"       |

### Gruppe D
| Pl. | Verein                | Sp. | S | U | N | Tore    | Diff. | Punkte |
| --- | --------------------- | --- | - | - | - | ------- | ----- | ------ |
| 1.  | River Plate           | 3   | 2 | 1 | 0 | 008:200 | +6    | 07     |
| 2.  | Corinthians São Paulo | 3   | 1 | 2 | 0 | 005:300 | +2    | 05     |
| 3.  | Atlético Junior       | 3   | 1 | 0 | 2 | 004:900 | −5    | 03     |
| 4.  | Atlético Madrid       | 3   | 0 | 1 | 2 | 005:800 | −3    | 01     |

1. Spieltag
| Datum |                       | Ergebnis  |                 | Austragungsort         |
| ----- | --------------------- | --------- | --------------- | ---------------------- |
| 17.6. | Atlético Madrid       | 1:2 (0:0) | River Plate     | Estadio Monumental "U" |
| 17.6. | Corinthians São Paulo | 2:0 (0:0) | Atlético Junior | Estadio Monumental "U" |

2. Spieltag
| Datum |                       | Ergebnis  |                 | Austragungsort               |
| ----- | --------------------- | --------- | --------------- | ---------------------------- |
| 19.6. | Corinthians São Paulo | 2:2 (0:1) | Atlético Madrid | Estadio Alejandro Villanueva |
| 21.6. | Atlético Junior       | 0:5 (0:1) | River Plate     | Estadio Monumental "U"       |

3. Spieltag
| Datum |                       | Ergebnis  |                 | Austragungsort         |
| ----- | --------------------- | --------- | --------------- | ---------------------- |
| 23.6. | Corinthians São Paulo | 1:1 (1:0) | River Plate     | Estadio Monumental "U" |
| 23.6. | Atlético Junior       | 4:2 (1:2) | Atlético Madrid | Estadio Monumental "U" |

## Finalrunde
Wenn ein Spiel nach der vollen Spielzeit unentschieden stand, wurde keine Verlängerung gespielt. Ein Elfmeterschießen wurde verwendet, um den Gewinner zu ermitteln.
|  | Viertelfinale     | Viertelfinale     |                   |             | Halbfinale       | Halbfinale |  |  | Finale  | Finale  |
|  |                   |                   |                   |             |                  |            |  |  |         |         |
|  | 25. Juni          |                   |                   |             |                  |            |  |  |         |         |
|  | Unión Española    | 1 (4)             |                   |             |                  |            |  |  |         |         |
|  | Unión Española    | 1 (4)             | 28. Juni          |             |                  |            |  |  |         |         |
|  | Alianza Lima      | 1 (3)             |                   |             |                  |            |  |  |         |         |
|  | Alianza Lima      | 1 (3)             | Unión Española    | 1 (2)       |                  |            |  |  |         |         |
|  |                   |                   | Unión Española    | 1 (2)       |                  |            |  |  |         |         |
|  |                   | Defensor Sporting | 1 (4)             |             |                  |            |  |  |         |         |
|  | Universitario     | Defensor Sporting | 1 (4)             | 0 (2)       |                  |            |  |  |         |         |
|  | Universitario     |                   |                   | 0 (2)       |                  |            |  |  |         |         |
|  | Defensor Sporting | 0 (4)             |                   | 1. Juli     | 1. Juli          |            |  |  |         |         |
|  | 25. Juni          | 25. Juni          | Defensor Sporting | 0           |                  |            |  |  |         |         |
|  | 26. Juni          | 26. Juni          |                   | River Plate | 1                |            |  |  |         |         |
|  | Cerro Porteño     | 0 (1)             |                   |             |                  |            |  |  |         |         |
|  | Corinthians       | 0 (4)             |                   |             |                  |            |  |  |         |         |
|  | Corinthians       | 0 (4)             | Corinthians       | 0           |                  |            |  |  |         |         |
|  |                   |                   | Corinthians       | 0           | Spiel um Platz 3 |            |  |  |         |         |
|  |                   | River Plate       | 2                 |             |                  |            |  |  |         |         |
|  | América Mineiro   | River Plate       | 2                 | 0 (5)       | Unión Española   | 1          |  |  |         |         |
|  | América Mineiro   | 28. Juni          |                   | 0 (5)       | Unión Española   | 1          |  |  |         |         |
|  | River Plate       | 0 (6)             |                   | Corinthians | 2                |            |  |  |         |         |
|  | River Plate       | 0 (6)             |                   |             | 2                |            |  |  |         |         |
|  | 26. Juni          | 26. Juni          |                   |             |                  |            |  |  | 1. Juli | 1. Juli |

### Viertelfinale
| Datum |                           | Ergebnis              |                       | Austragungsort               |
| ----- | ------------------------- | --------------------- | --------------------- | ---------------------------- |
| 25.6. | Unión Española            | 1:1 (0:1) (4:2 i. E.) | Alianza Lima          | Estadio Monumental "U"       |
| 25.6. | Universitario de Deportes | 0:0 (2:4 i. E.)       | Defensor Sporting     | Estadio Monumental "U"       |
| 26.6. | Club Cerro Porteño        | 0:0 (1:4 i. E.)       | Corinthians São Paulo | Estadio Alejandro Villanueva |
| 26.6. | América Mineiro           | 0:0 (5:6 i. E.)       | River Plate           | Estadio Alejandro Villanueva |

### Halbfinale
| Datum |                       | Ergebnis              |                   | Austragungsort         |
| ----- | --------------------- | --------------------- | ----------------- | ---------------------- |
| 28.6. | Unión Española        | 1:1 (0:1) (1:3 i. E.) | Defensor Sporting | Estadio Monumental "U" |
| 28.6. | Corinthians São Paulo | 0:2 (0:2)             | River Plate       | Estadio Monumental "U" |

### 3. Platz
| Datum |                | Ergebnis  |                       | Austragungsort               |
| ----- | -------------- | --------- | --------------------- | ---------------------------- |
| 1.7.  | Unión Española | 1:2 (1:0) | Corinthians São Paulo | Estadio Alejandro Villanueva |

### Finale
| Datum |                   | Ergebnis  |             | Austragungsort               |
| ----- | ----------------- | --------- | ----------- | ---------------------------- |
| 1.7.  | Defensor Sporting | 0:1 (0:0) | River Plate | Estadio Alejandro Villanueva |